# Dorothy McGuire
Dorothy Hackett McGuire (født 14. juni 1916, død 13. september 2001) var en amerikansk teater,- film- og tv-skuespiller.
McGuire fik sin scenedebut som 13-årig på Omaha Community Playhouse overfor Henry Fonda. Efter flere år på sommerteater kom hun til New York, hvor hun medvirkede i radiospil inden Broadway-debuten i Our Town i 1938. Sit store gennembrud kom tre år senere i stykket Claudia, en succes, som hun gentog på film i 1943.
Gennem årene fik hun stor respekt og beundring som en moden skuespillerinde, der udstrålede venlighed, varme og indre skønhed i fængslende, men uglamourøse rolleportrætter. Blandt hendes bedste roller var den dumme servicepige i Vindeltrappen. Hun blev nomineret til en Oscar for bedste kvindelige hovedrolle i 1948, for sin præstation i Mand og mand imellem. I de senere år optrådte hun meget på tv.

## Privatliv
Hendes privat liv var præget af tilbagetrukkethed og undgåelse af pressen. Fra 1943 blev hun gift med den berømte fotograf John Swope (1908-1979, han arbejdede blandt andet for Life Magazine), og de fik en søn og en datter. McGuire fulgte ofte med sin mand i hans arbejde rundt omkring i verden.
McGuire har en stjerne for film på Hollywood Walk of Fame på 6933 Hollywood Blvd.

## Filmografi (udvalg)
- 1943 – Claudia
- 1945 – Der vokser et træ i Brooklyn
- 1945 – Vindeltrappen
- 1945 – The Enchanted Cottage
- 1947 – Mand og mand imellem
- 1954 – Kærligheds-fontænen
- 1956 – Folket i den lykkelige dal
- 1957 – Trofast og hans venner
- 1959 – Det skete en sommer
- 1960 – Mørket ovenpå
- 1960 – Familien Robinson og piraterne
- 1965 – The Greatest Story Ever Told
- 1976 – Rich Man, Poor Man (TV-serie)
- 1988 – I Never Sang for My Father (TV-film)
- 1990 – Hallmark Hall of Fame
- 1990 – The Last Best Year (TV-film)